# まんが道
『まんが道』（まんがみち）は、藤子不二雄の自伝的漫画作品、及びそれを原作としたドラマ作品。作者は藤子不二雄Ⓐ。漫画家を目指す2人の少年の成長を描いた長編青春漫画である。続編的作品の『愛…しりそめし頃に…』を含めると、藤子不二雄によるシリーズとしては最長連載作品で、シリーズの連載は43年間の長期にわたり続いた（2013年に完結）。

## 概要
1970年から1972年まで、2ページのショート漫画『マンガ道』として連載された（秋田書店の『週刊少年チャンピオン』に連載されたマンガ入門講座「チャンピオンマンガ科」内にて）後、1977年から1982年まで『週刊少年キング』（少年画報社）に1話あたり約20ページで連載された。掲載誌の休刊に伴って未完のまま終わったが、1986年にコロコロコミックに読切が掲載。同年、『藤子不二雄ランド』（中央公論社）の巻末連載まんがとして連載された。
1995年から、続編の『愛…しりそめし頃に… 満賀道雄の青春』が『ビッグコミックオリジナル増刊』（小学館）で2013年4月まで連載された。
実話を軸に創作を織り交ぜた形（作者曰く「実話7割、フィクション3割」とのこと）になっており、掲載誌の変遷に伴い自伝的性格を強めていることも指摘されている。この作品を読んで漫画家を目指した者も多いと言われている。
手塚治虫をはじめとして、主人公をとりまく当時の漫画家たちの多くが実名で登場し、出版社や雑誌もそのまま描かれているため、戦後漫画草創期の貴重な記録にもなっている。
ただし、内容が大幅に脚色された部分や、時代が大きく前後して描かれている事件もあるため、歴史資料としてそのまま用いることはできない。「藤子不二雄のノンフィクション自伝ではない」と十分に認識しておかないと、藤子不二雄の業績が誤った形で後世に伝わってしまうおそれがある。当時の状況を体感するための作品としては大きな価値がある。
作中には、藤子不二雄が当時描いたいくつかの作品（「西部のどこかで」「海抜六千米の恐怖」「ある日本人留学生からのローマ便り」など）が、当時とそっくりに描きなおした形で掲載された。連載時にはそれらの作品はいずれも単行本に収録されていなかった。ただし、当時の原稿と大きく絵柄が変更されたものもある。「天使の玉ちゃん」は当時のキャラクターの造形を大きく変更した見た目になっている。
1986年と1987年にNHK銀河テレビ小説でドラマ化。2006年秋には、同ドラマがDVD Vol.1&Vol.2として発売された。
2014年、第18回手塚治虫文化賞特別賞を続編を含めて受賞した。

## あらすじ
大長編であり、年代順に「あすなろ編」「立志編」「青雲編」「春雷編」「愛…しりそめし頃に…」となっている。富山県高岡市の定塚小学校に転校してきた主人公の満賀 道雄（まが みちお、作者の安孫子素雄＝藤子不二雄Ⓐ自身がモデル）が才野 茂（さいの しげる、藤本弘＝藤子・F・不二雄がモデル）と出会い、漫画を通して意気投合し、同人誌を出したり漫画雑誌に合作を投稿したりしながら、ついにプロ漫画家としてデビュー。その後、「満才 茂道（まさい しげみち、藤子不二雄がモデル）」として活躍するまでを描く。

### あすなろ編
『週刊少年チャンピオン』（秋田書店）に1970年8号から1972年30号に毎号2ページで連載された。元々はマンガ入門講座「チャンピオンマンガ科」の枠内で「マンガ道」というタイトルで連載されており（連載開始は「チャンピオンマンガ科」の第2回から）、「あすなろ編」というタイトルは後日付けられたものである。この「あすなろ」という言葉は、最後のコマに掲載された井上靖『あすなろ物語』の一節より採られている。
2人の出会いから、宝塚の手塚治虫宅訪問までを描く。シリーズの中で最もフィクション色が強く、半自伝的な趣である。

### 立志編・青雲編
『週刊少年キング』に1977年46号から1982年22号に連載された。手塚宅訪問から、満賀の立山新聞社（モデルは富山新聞社）就職、足塚茂道として漫画家デビュー、上京、トキワ荘引越、原稿大量落とし事件、『漫画少年』廃刊、満才茂道改名までを描く。書かれた時期によって順番に『立志編／青雲編／青春編／奔流編／再生編』となり、単行本では「立志編」を除く4編をあわせて「青雲編」としている。『週刊少年キング』に連載されたため「キング編」とも呼ばれる。「あすなろ編」のラストと「立志編」の最初に書かれている手塚宅訪問は内容が重複している。なお、手塚宅訪問の話は手塚側の作品には登場しない。『週刊少年キング』の休刊に伴い、連載が終了した。そのためか、巻末には「未完」と書かれている。

### まんが道スペシャル
春雷編開始直前に小学館の『月刊コロコロコミック』創刊101号記念として1986年9月号に読切で掲載された。その後は長らく陽の目を見ることがなかったが、2007年12月刊行の『熱血!!コロコロ伝説』VOL.5（ISBN 978-4-09-106346-5）に収録された（『コロコロ伝説』VOL.5には新作のスペシャル描き下ろし『コロコロコミックといっしょにころがってまんが道30年』も同時掲載された）。

### 春雷編
NHK総合テレビジョンの「銀河テレビ小説」でのドラマ化を受け、1986年から1988年に『藤子不二雄ランド』NO.115 - NO.188の巻末に月1回ペースで連載された。全24話。「キング編」の最終回から続く形となっており、鈴木伸一がアニメーターになるためトキワ荘を出ていくまでを描く。絵柄は全体的にキャラクターの頭身を下げて丸っこくしてあり、満賀と才野の顔のカラス口も無くなった。

### 愛…しりそめし頃に…
続編として『ビッグコミックオリジナル増刊』に掲載された作品。1989年12月号と1990年4月号に読み切りとして掲載された後、1995年12月号より正式な連載が開始され、2013年4月12日発売の『ビッグコミックオリジナル増刊』2013年5月号で完結した。『愛…しりそめし頃に…』の完結をもって、「あすなろ編」から通算して43年の歴史に幕を下ろした。単行本では『愛…しりそめし頃に… 満賀道雄の青春』というタイトル表記になっている。略称は「愛しり」。
少年誌から青年誌へ連載の舞台が変わったこともあり、キャラクターの風貌がそれまでの少年誌向けの子供っぽいものから、年齢に相応の青年らしいものに変更されている。満賀は丸刈り頭ではなくなり、才野の顔は基本的に黒目だけが描かれるようになった。内容も満賀の私生活のエピソードが中心となった。才野は別の部屋で暮らすようになったこともあり、出番が減少した。
タイトルが暗示する通り、青春時代の満賀の恋愛模様が多く描かれ、夜の繁華街の描写が多数あるなど、『まんが道』の時よりも読者の対象年齢は上がっている。しかし連載終了して間もなく「思ったほど大人向けの色気が少なかったので、わざわざタイトルを変える必要なんてなかったかも」と語っている。エピソードの最後のコマはその回の内容に合わせた詩や歌詞が作者名と共に引用されて締めくくられるが、その殆どが藤子不二雄Ⓐの変名による架空のものである。
「春雷編」からの続きになっているが、満賀が手塚の手伝いをするシーンで、既に廃刊となったはずの『漫画少年』の原稿を描いているなど、過去作との矛盾点が存在する。それまで実名で登場していた森安なおやの名前を「風森やすじ」に変更している。トキワ荘を退去してから描いた『怪物くん』の制作秘話がトキワ荘時代として語られるなど、時系列も史実とは異なる部分が多い。
単行本では巻末附録として、作品中に登場した漫画が雑誌掲載時のまま復刻。藤子不二雄Ⓐがスクラップしていた当時の記録を収録している。第2巻は『愛…しりそめし頃に…』の連載中に亡くなった藤子・F・不二雄について描かれた「さらば友よ」を収録している。
- 単行本に併録された作品のタイトルは藤子不二雄Aデジタルセレクション#併録などを参照。
- 単行本のその他の巻末収録内容は以下の通り。
  - 4巻 - テラさんからの手紙（藤子Ⓐインタビュー付。トキワ荘に入居する際のアドバイスなど）
  - 6巻 -「あの頃僕らは…」安孫子、つのだ、鈴木伸一座談会（西部劇を撮影した話、スクーターで京都に行った話など。当時の写真も多数）
  - 7巻 - 秘蔵のスクラップブックが明かすあの頃
  - 9巻 - トキワ荘のリアル"生活誌"大公開!!（日記、出納帳など。手塚先生に敷金を返した日の日記も）

藤子不二雄Ⓐが2022年4月6日に逝去したことを受け、追悼企画として『ビッグコミックオリジナル』の同年13号（6月20日発売）にて最終話が再掲載された。

## 単行本

### 現在絶版のもの
- 『漫画家修行　まんが道』（秋田書店）全1巻 - 新入門百科シリーズの1冊。「あすなろ編」を収録。
- 『まんが道』ヒットコミックス（少年画報社） 全19巻 - 「立志編」「青雲編」を収録。
- 『まんが道』藤子不二雄ランド（中央公論社）全23巻 - 「あすなろ編」「立志編」「青雲編」を収録。
- 『愛蔵版 まんが道』（中央公論社）全4巻 - 「立志編」「青雲編」「あすなろ編」を収録。藤子不二雄ランドと収録順が異なる。
- 『第二部 まんが道』藤子不二雄ランドスペシャル（中央公論社）全2巻 - 「春雷編」を収録。

### 現在入手可能なもの
- 『まんが道』中公文庫（中央公論新社）全14巻 - 「あすなろ編」「立志編」「青雲編」「春雷編」を収録。ただし「あすなろ編」の終盤（「立志編」との重複部分）は割愛されている。
- 『愛…しりそめし頃に… 満賀道雄の青春』ビッグコミックススペシャル（小学館）全12巻 - 巻末には当時の漫画の復刻や資料などが収録されている。
- 『まんが道』藤子不二雄Ⓐランド（ブッキング）全23巻 - 「あすなろ編」「立志編」「青雲編」を収録。
- 『まんが道』藤子不二雄Ⓐデジタルセレクション（小学館）全25巻 - 電子書籍。収録話は藤子不二雄Ⓐランド全23巻分、藤子不二雄ランドスペシャル「春雷編」全2巻分と同一。一部の巻には巻末にデジタル複製原画が付いている。
- 『愛…しりそめし頃に… 満賀道雄の青春』藤子不二雄Ⓐデジタルセレクション（小学館）全12巻 - 電子書籍。収録話はビッグコミックススペシャルと同一。
- 『まんが道』GAMANGA BOOKS（小学館クリエイティブ）全10巻 - 「あすなろ編」「立志編」「青雲編」「春雷編」を収録。四六判。また、カラーページを初収録。各巻には、ファンである漫画家や著名人のインタビューが収録されている。

単行本以外
- 『熱血!!コロコロ伝説』Vol.5（小学館） - 「まんが道スペシャル」を収録。

## テレビドラマ

### 銀河テレビ小説・まんが道
1986年11月17日から12月5日まで、NHK総合テレビジョンの「銀河テレビ小説」で放映された。全15話。
高岡での学生時代から漫画家デビュー、立山新聞社時代を経て、上京するまでをドラマ化したもの。基本的に原作に準じた作品であるが、主人公2人のイメージが入れ替えられており、主役で身長が高い満賀を竹本孝之、眼鏡を掛けていて身長が低い才野を長江健次が演じた。満賀と才野が高校卒業前に手塚治虫に会った場所は東京のトキワ荘になっている。
高岡高校の旧校舎がロケに使用された。
2006年9月22日、「まんが道 Vol.1」として、ジェネオンエンタテインメントより2枚組DVDが発売された（定価9,975円）。
2022年8月10日、8月11日、8月28日に、NHK総合「ミッドナイトチャンネル・イッキ見ゾーン」（8月28日 放送分は15時50分 - 17時50分に放送）にて再放送が行われた。

#### キャスト（まんが道）
主人公とその家族
- 満賀道雄 - 竹本孝之[6]（少年期：和田優輝）
- 才野茂 - 長江健次[6]（少年期：保利治芳）
- 満賀君江 - 冨士眞奈美[12]
- 才野民子 - 天地総子[13][注 5]
- 満賀鉄郎 - 磯崎洋介

立山新聞社
- 虎口部長 - 蟹江敬三[14]
- 麻田次郎 - 小倉一郎[14]
- 梅木春子 - 木原光知子[14]
- 西森光男（原作は変木） - イッセー尾形[14]
- 日上健一（原作は達夫） - 酒井敏也[14]
- 竹葉美子 - 五代真弓
- 鍋谷社長（道雄の叔父、原作は鍋河） - 久米明[14]
- 福島（業務局長） - 塚本信夫
- 花堂（編集局長） - 川久保潔
- 岡本（社会部デスク） - 伊藤高
- 社会部員 - 今出洋
- 社会部員 - 速水領
- 社会部員 - 朝光
- 社会部員 - 関英王
- 社会部員 - 中林義明
- 受付 - 橋本久美
- 経理部員 - 花悠子
- カメラマン - 南英二

その他に富山で登場する人々
- 村井雪子 - 中村明美
- 村井秀一 - 福原学
- 老婆 - 小林テル
- 西郷大介 - 佐藤蛾次郎
- 青木源助 - 玉川良一
- 川島和夫 - 川崎公明
- 霧野涼子 - 会沢朋子
- 鶴の湯 主人 - 里木佐甫良
- 財津富造（郵便局長） - 犬塚弘[14]
- 文新堂（原作では文苑堂書店）主人・仙田 - 桜井センリ[14]
- 郵便局員 - 布施木昌之
- 大学生 - 関俊彦
- 女子大生 - 佐久間レイ

東京の人々
- 手塚治虫 - 江守徹[6]
- 大桑記者 - ケーシー高峰
- 女子社員 - 加藤雅子
- 漫画家・川原 - 北詰友樹
- 藤野記者 - 頭師孝雄
- 鈴木記者 - 皆川衆
- 寺田ヒロオ - 渡辺寛二[5]
- 浮浪者 - 及川ヒロオ
- 巡査 - 藤田啓而
- 守衛 - 神田正夫

#### スタッフ（まんが道）
- 原作 - 藤子不二雄（Ⓐ・Fコンビ解消前のため）
- 脚本 - 大久保昌一良
- 音楽 - 堀井勝美
- 主題歌 - 竹本孝之『HOLD YOUR LAST CHANCE』[7]
  - 長渕剛の曲をカバー。

### 銀河テレビ小説・まんが道 青春編
1987年7月27日から8月14日まで、前作に引き続き「銀河テレビ小説」枠で放送された。全15話。
前作の続編となっており、主要キャストは一部を除いて変更はない。上京から新漫画党結成、トキワ荘引越、原稿大量落とし事件、再起までをドラマ化したもの。作者の安孫子素雄（藤子不二雄Ⓐ）が2人を激励する飲み屋の客として出演したことが話題となった。石森章太郎役は実の息子である俳優の小野寺丈が演じた。
2006年10月25日に「まんが道 Vol.2 青春編」として、ジェネオンエンタテインメントより2枚組DVDが発売された（定価9,975円）。
2022年12月19日、12月20日の深夜の「ミッドナイトチャンネル・イッキ見ゾーン」で再放送が行われた（12月19日 深夜に第1 - 8話、12月20日 深夜に第9 - 15話を放送）。

#### キャスト（青春編）
- 満賀道雄 - 竹本孝之
- 才野茂 - 長江健次
- 寺田ヒロオ - 河島英五[5]
- 石森章太郎 - 小野寺丈[5]
- 赤塚不二夫 - 松田洋治[5]
- 永田竹丸 - 西山浩司[5]
- 角田次郎 - 須間一也[5]
- 森安直哉 - 森川正太[5]
- 鈴木伸一 - 新井つねひろ[5]
- 坂木四郎（モデルは坂本三郎） - 田中隆三
- 手塚治虫 - 江守徹
- 立花光成 - 森田浩平
- 高田啓三（モデルは島田啓三） - 松村彦次郎
- 満賀君江 - 冨士眞奈美
- 才野民子 - 天地総子
- 満賀鉄郎 - 磯崎洋介
- 須賀大作 - 伊東四朗
- 須賀照江 - 水前寺清子
- 須賀幸子 - 吉村奈見子
- 須賀達夫 - 岡田二三
- 虎口部長 - 蟹江敬三
- 大桑記者（光文社『少年』の桑畑記者と講談社『ぼくら』の牛坂編集長を合体した人物） - ケーシー高峰
- 東山記者（秋田書店『冒険王』『漫画王』） - 赤塚真人
- 小村記者（講談社『少女クラブ』の女性記者） - 野村真美
- 伊藤編集長（学童社『漫画少年』の初代編集長 加藤謙一と息子の加藤宏康編集長がモデル） - 北村総一朗
- 佐藤記者（集英社『おもしろブック』） - 高田純次
- 滝田記者 - 加藤善博
- 中上記者 - 段田安則
- 仁科記者 - 大杉漣
- 正木記者（『少女クラブ』） - 栗田貫一
- 大坪記者 - 加賀谷純一
- 新谷記者（講談社『少年クラブ』） - くまもと吉成
- 高山記者（講談社『幼年クラブ』の女性記者） - 千木良かおり
- 神山記者（『少女クラブ』） - 吉沢健
- 種村記者 - 時本和也
- 編集長 - 肝付兼太
- 伊藤清子記者（伊藤編集長の妻、講談社） - 長坂しほり
- 幸田節子 - 高木美保
- 幸田真弓 - 森高千里
- 中村芳枝（ラーメン屋「松葉」店員） - 鈴木保奈美
- 田辺金市（ドラマのオリジナルキャラクター。無銭飲食者から、満賀と才野の居候になる） - 吉幾三
- 武藤（満賀たちの高校の同級生） - 加藤賢崇
- 松木陽子（幸田真弓の友人） - 中村真子
- 津川あずみ（幸田真弓の友人） - 斉藤厚子
- 旅館の女主人 - 長谷川待子
- 松田和代（トキワ荘 20号室の住人） - 音無真喜子
- あさり売り - 斉川一夫
- たい焼屋 - 小桜京子
- トキワ荘 大家 - 土方弘
- 郵便配達員 - 大森一
- 配送人 - 黒川逸朗
- ラーメン屋「松葉」主人 - 久保晶
- ラーメン屋「松葉」バイト娘 - 熊谷奈美
- 寿司屋の主人 - 加藤治
- 酔客 - 藤子不二雄A（ノンクレジット）[5]

#### スタッフ（青春編）
- 原作 - 藤子不二雄
- 脚本 - 布勢博一
- 音楽 - 堀井勝美
- 主題歌 - 竹本孝之『HOLD YOUR LAST CHANCE』
  - 前作と異なり、2番の歌詞が放映された。
- 美術 - 金沢譲太郎
- 撮影 - 吉野照久
- 照明 - 新藤利尺
- 演出 - 森平人

| NHK総合テレビジョン 銀河テレビ小説                   | NHK総合テレビジョン 銀河テレビ小説          | NHK総合テレビジョン 銀河テレビ小説 |
| 前番組                                               | 番組名                                      | 次番組                             |
| ---------------------------------------------------- | ------------------------------------------- | ---------------------------------- |
| 愛の短編ドラマシリーズ （1986年11月10日 - 11月14日） | まんが道 （1986年11月17日 - 12月5日）       | 金婚式 （1987年1月5日 - 1月23日）  |
| 四捨五入殺人事件 （1987年7月6日 - 7月24日）          | まんが道 青春編 （1987年7月27日 - 8月14日） | お入学 （1987年8月31日 - 10月9日） |

## 史実との相違
概要で述べた通り、『まんが道』は完全な自伝ではなく事実に基づいた自伝的作品としての性質が強いため、史実と異なる描写や時系列が異なっていることが多い。以下、主なものを挙げる。時系列の史実は藤子不二雄#年譜を参照。
2人の出会い
劇中では戦争が終わってから疎開先の下新川郡から満賀が才野の学校に転校してくるが、実際は1944年（昭和19年）に氷見市で住職をしていた安孫子の父親が亡くなったため、伯父を頼って高岡へ引っ越している。「昭和20年9月」に出会ったことになっている劇中では満賀がマッカーサーの絵を描いているところを才野が褒めたことになっているが、実際は終戦前で描いていたのはマッカーサーではなく、チャンバラの絵であった。
手塚治虫を知るきっかけ
劇中では『新宝島』で知ったことになっているが、実際は藤本が「毎日小学生新聞」を購読していて、『マアチャンの日記帳』を読んだのが最初である。
中学・高校生活
劇中では満賀と才野は同じ中学、高校に通っているが、実際は安孫子は富山県立高岡高等学校、藤本は富山県立高岡工芸高等学校に進学している。
手塚治虫に見せた原稿
劇中では初めて手塚治虫に会ったときに満賀と才野は『UTOPIA』の原稿を持参して、手塚に見せないまま帰宅しているが、史実では持参した原稿は『UTOPIA』、『ベン・ハー』、綱吉ギャグの3作品。手塚は後にその際に見た『ベン・ハー』について語っている。
才野茂の退社
劇中では才野は就職後、1日で会社を辞めているが、実際は藤本は数日勤めていた。本人曰く「3日というのはオーバーですが、まあ、それに近い感じです」。
『UTOPIA』単行本の最後
鶴書房から出版された『UTOPIA』の単行本は別の作家の手によるコマが最終ページに無断で付け加えられており、藤子両名は強い不満を感じていた。
上京時期
劇中では「昭和29年1月20日」となっているが、実際は同年（1954年）6月。劇中では回想シーンなどで、6月に上京したことになっている箇所がある。
映画公開時期
劇中では上京した「昭和29年」に手塚治虫と一緒に『ヴェラクルス』を見ているが、実際の日本での映画公開時期は翌1955年（昭和30年）。
『ジャングル大帝』の描写
劇中では満賀が手塚の『ジャングル大帝』最終回を手伝った際に、原稿に「アフリカは生きとし生けるものすべてを大自然の中に吸収して…」というナレーションが書かれているが、これは後に『ジャングル大帝』単行本化の際に加筆された原稿である。当時、安孫子が手伝った『漫画少年』初出の最終回は「アフリカのふるいものがたりはおわった。でも、もうあたらしいものがたりがはじまろうとしている」のナレーションで幕を閉じている。
作品公開時期
劇中では『バラとゆびわ』と『チビわかまる』を同時に執筆しているが、実際は『バラとゆびわ』は1955年（昭和30年）、『チビわかまる』は翌1956年（昭和31年）で執筆時期に1年程の時差がある。『十字架上の英雄』は「漫画少年」の休刊に伴い、掲載されなかったことになっているが、実際は休刊前年の昭和29年11月号に掲載された。その他、発表時期が史実と異なるもの、合作ではないのに劇中では合作として扱われているものが多数ある。『怪物くん』に至っては実際の発表時期とマンガ内の描写に10年近いズレがある。実際の作品発表時期は藤子不二雄の連載一覧および藤子不二雄の読切一覧を参照。
原稿を大量に落とした時期
劇中では「昭和30年の夏」となっているが、実際は同年正月に富山に帰省した際に原稿を落としている。
ペンネーム変更時期
劇中では大量に仕事を落としてしまった後、再起するためにペンネームを「足塚茂道」から「満才茂道」に変えているが、実際は「足塚不二雄」を名乗っていたのは1953年11月発表の雑誌デビュー作『西部のどこかで』（『天使の玉ちゃん』でのデビューから約10か月後、連載の最後の掲載から約7か月後）から1953年7月発表の単行本『UTOPIA』までの約8か月間のみで、同年7月発表の『旋風都市』から「藤子不二雄」に改名した。仕事を落とした際のペンネーム変更はない。
寺田ヒロオの引退時期
劇中では満賀たちがトキワ荘で暮らしている時期に寺田は筆を折っているが、実際に完全に引退するのは1970年代。